# Governo Suárez III
Il Governo Suárez III fu l’esecutivo in carica nel Regno di Spagna dal 6 aprile 1979 al 27 febbraio 1981 (sebbene dimissionario dal 29 gennaio). Fu il primo governo entrato in carica dopo l’approvazione della Costituzione democratica, nonché nato dal risultato delle elezioni del 1979. Fu il primo della I legislatura.
Si dimise il 29 gennaio 1981 per favorire la nascita del nuovo Governo Calvo-Sotelo, che gli successe il 27 febbraio.

## Situazione parlamentare
| Camera                 | Collocazione                | Partiti                                                                | Seggi     |
| ---------------------- | --------------------------- | ---------------------------------------------------------------------- | --------- |
| Congresso dei Deputati | Governo                     | UCD (168)                                                              | 168 / 350 |
| Congresso dei Deputati | Appoggio esterno/Astensione | Appoggio esterno: CD (9), PA (5), PAR (1), UPN (1) Astensione: CiU (8) | 24 / 350  |
| Congresso dei Deputati | Opposizione                 | PSOE (121), PCE (23), EAJ/PNV (7), UN (1), ERC (1), EE (1), UPC (1)    | 155 / 350 |
| Congresso dei Deputati | Non partecipanti            | HB (3)                                                                 | 3 / 350   |

## Composizione
Questa la composizione dell'esecutivo:
     Unione di Centro Democratico (UCD)
     Indipendenti affiliati all’Unione di Centro Democratico (UCD)
| Carica                                                         | Titolare                                                                 | Titolare | Titolare                                                   | Partito                         |
| -------------------------------------------------------------- | ------------------------------------------------------------------------ | -------- | ---------------------------------------------------------- | ------------------------------- |
| Presidente del Governo                                         |                                                                          |          | Adolfo Suárez González                                     | UCD                             |
| Primo Vicepresidente Sicurezza nazionale                       |                                                                          |          | Ten. gen. Manuel Gutiérrez Mellado                         | Indipendente                    |
| Secondo Vicepresidente Economia                                |                                                                          |          | Fernando Abril Martorell (fino all’8 settembre 1980)       | UCD                             |
| Secondo Vicepresidente Economia                                | Leopoldo Ramón Pedro Calvo-Sotelo Bustelo (dall’8 settembre 1980)        |          |                                                            | UCD                             |
| Interno                                                        |                                                                          |          | Antonio Ibáñez Freire (fino al 2 maggio 1980)              | UCD                             |
| Interno                                                        | Juan José Rosón (dal 2 maggio 1980)                                      |          |                                                            | UCD                             |
| Affari esteri                                                  |                                                                          |          | Marcelino Oreja Aguirre (fino all’8 settembre 1980)        | UCD                             |
| Affari esteri                                                  | José Pedro Pérez-Llorca (dall’8 settembre 1980)                          |          |                                                            | UCD                             |
| Giustizia                                                      |                                                                          |          | Íñigo Cavero y Lataillade (fino all’8 settembre 1980)      | UCD                             |
| Giustizia                                                      | Francisco Fernández Ordóñez (dall’8 settembre 1980)                      |          |                                                            | UCD                             |
| Finanze                                                        |                                                                          |          | Jaime García Añoveros                                      | UCD                             |
| Difesa                                                         |                                                                          |          | Agustín Rodríguez Sahagún                                  | UCD                             |
| Opere pubbliche e Urbanistica                                  |                                                                          |          | Jesús Sancho Rof                                           | UCD                             |
| Istruzione                                                     |                                                                          |          | José Manuel Otero Novas (fino all’8 settembre 1980)        | UCD                             |
| Istruzione                                                     | Juan Antonio Ortega y Díaz-Ambrona (dall’8 settembre 1980)               |          |                                                            | UCD                             |
| Lavoro                                                         |                                                                          |          | Rafael Calvo Ortega (fino al 2 maggio 1980)                | UCD                             |
| Lavoro                                                         | Salvador Sánchez-Terán (dal 2 maggio al 9 settembre 1980)                |          |                                                            | UCD                             |
| Lavoro                                                         | Félix Manuel Pérez Miyares (dal 9 settembre 1980)                        |          |                                                            | UCD                             |
| Industria ed Energia                                           |                                                                          |          | Carlos Bustelo y García del Real (fino al 2 maggio 1980)   | UCD                             |
| Industria ed Energia                                           | Ignacio Bayón (dal 2 maggio 1980)                                        |          |                                                            | UCD                             |
| Agricoltura                                                    |                                                                          |          | José Enrique Martínez Genique (fino al 28 febbraio 1978)   | UCD                             |
| Agricoltura                                                    | Jaime Lamo de Espinosa y Michels de Champourcin (dal 28 febbraio 1978)   |          |                                                            | UCD                             |
| Turismo                                                        |                                                                          |          | Juan Antonio García Díez (fino al 2 maggio 1980)           | UCD                             |
| Turismo                                                        | Luis Gámir Casares (dal 2 maggio 1980)                                   |          |                                                            | UCD                             |
| Presidenza                                                     |                                                                          |          | José Pedro Pérez-Llorca (fino all’8 settembre 1980)        | UCD                             |
| Presidenza                                                     | Rafael Arias-Salgado y Montalvo (dall’8 settembre 1980)                  |          |                                                            | UCD                             |
| Trasporti e Comunicazioni                                      |                                                                          |          | Salvador Sánchez-Terán (fino al 2 maggio 1980)             | UCD                             |
| Trasporti e Comunicazioni                                      | José Luis Álvarez Álvarez (dal 2 maggio 1980)                            |          |                                                            | UCD                             |
| Economia e Commercio                                           |                                                                          |          | José Luis Leal Maldonado (fino all’8 settembre 1980)       | UCD                             |
| Economia e Commercio                                           | Juan Antonio García Díez (dall’8 settembre 1980)                         |          |                                                            | UCD                             |
| Salute e Sicurezza Sociale                                     |                                                                          |          | Juan Rovira Tarazona (fino all’8 settembre 1980)           | UCD                             |
| Salute e Sicurezza Sociale                                     | Alberto Carlos Oliart Saussol (dall’8 settembre 1980)                    |          |                                                            | UCD                             |
| Cultura                                                        |                                                                          |          | Manuel Francisco Clavero Arévalo (fino al 18 gennaio 1980) | UCD                             |
| Cultura                                                        | Ricardo de la Cierva (dal 18 gennaio all’8 settembre 1980)               |          |                                                            | UCD                             |
| Cultura                                                        | Íñigo Cavero y Lataillade (dall’8 settembre 1980)                        |          |                                                            | UCD                             |
| Amministrazione territoriale                                   |                                                                          |          | Antonio Fontán Pérez (fino al 2 maggio 1980)               | UCD                             |
| Amministrazione territoriale                                   | José Pedro Pérez-Llorca Rodrigo (fino dal 2 maggio all’8 settembre 1980) |          |                                                            | UCD                             |
| Amministrazione territoriale                                   | Rodolfo Martín Villa (dall’8 settembre 1980)                             |          |                                                            | UCD                             |
| Università e Ricerca                                           |                                                                          |          | Luis González Seara                                        | UCD                             |
| Relazioni con le Comunità europee (Ministro senza portafoglio) |                                                                          |          | Leopoldo Ramón Pedro Calvo-Sotelo y Bustelo                | UCD (fino all’8 settembre 1980) |
| Relazioni con le Comunità europee (Ministro senza portafoglio) | Eduardo Punset Casals (dall’8 settembre 1980)                            |          |                                                            | UCD (fino all’8 settembre 1980) |